# 민주정의당
민주정의당(民主正義黨, 약칭 민정당)은 대한민국 제5공화국과 제6공화국 노태우 정부 시기의 집권 정당이다.
대한민국 보수정당의 계보에 있는 정당으로, 우익, 보수주의, 반공주의 등의 이념을 표방한 정당이었다.

## 역사
1979년 12·12 군사 반란을 통해 실권을 장악한 전두환은 대통령인 최규하를 축출했다. 1979년 12월 12일에 쿠데타를 일으킨 하나회는 여당이었던 민주공화당을 강제로 해체한 뒤, 부패 정치인으로 몰아넣고 정치 활동을 금지시켰다.
전두환이 이끄는 신군부 세력이 중심이 되어 구 정치인들의 정치 활동을 규제한 가운데, 1981년 1월 15일에 창당했다. 사실상 전두환의 집권을 위해 만들어진 정당이다. 정당 슬로건은 안정, 평화, 그리고 번영었다. 민주당의 제2공화국의 사회불안, 민주공화당의 제3~4공화국의 정국불안, 정국불안이란 곧 잦은 계엄령 및 긴급조치 급기야는 최측근에게 대통령 암살을 가리키며, 정부수립 뒤로 이어져온 이러한 불안을 떨치고자 내건 슬로건으로 보인다. 슬로건에 같이 하던 이들로는 신군부 인사들 (전두환을 비롯한 노태우, 권정달, 허화평, 이춘구 등등)이나 검찰출신들(이한동, 박희태)에 박정희 정권 때의 집권당이었던 민주공화당-유신정우회 인사(김윤환, 박준규)였다. 소수지만 유신시절에 야당을 하던 인사들이 - 변절하여 - 민정당에 참여하기도 했다. (이재형, 채문식이나 김정례 같은 경우)
이후 전두환이 대통령에 올라 정식으로 여당이 되었다. 초대 총재는 전두환 대통령이었고, 1987년 6·29 선언 이후 전두환이 총재에서 사퇴하자 하나회의 핵심 인물인 노태우가 권한 대행을 거쳐 신임 총재가 됐다.
1981년 제11대 국회의원 선거에서 과반수 의석을 획득하였고, 1985년 제12대 국회의원 선거에서도 신생 야당인 신한민주당의 약진에도 불구하고 지역구 제1당에 전국구 2/3(61석)을 배분하는 선거법 덕에 과반수 의석을 확보했다.
민주정의당은 폭압적인 독재 정치와 고문, 감금 등을 비롯한 인권 유린으로 국민들의 반감을 샀고, 1986년 건국대 항쟁, 1987년 박종철 고문치사 사건 등에서 촉발한 6월 민주 항쟁을 겪으며 최대 위기에 직면하였다. 그나마 야권의 표 분산이라는 변수 때문에, 같은 해 12월 부정 선거 의혹을 받고 있는 대통령 선거에서 노태우 후보를 당선시켜 기사회생하는 듯 보였다.
그러나 1988년 4월에 열린 제13대 국회의원 총선거에서 야당에 패하여 과반수에 못 미치는 의석에 그치면서 정기승 대법원장 임명안이 부결되는 등, 국정 운영에 어려움을 겪었다. 결국 1990년 2월 9일에 통일민주당, 신민주공화당과 3당 합당을 선언, 통합 민주자유당으로 발족하며 대한민국의 보수정당 계보를 이어 나가게 됐다.

## 창당 이념
민정당은 1981년 1월 15일 열린 창당 대회에서 공식적인 창당 이념으로 민족·민주·정의·복지·평화통일의 5개항을 제시하였다.

## 역대 지도부

### 역대 총재
| 대수 | 역대 대표 | 직함         | 임기                              | 비고     |
| ---- | --------- | ------------ | --------------------------------- | -------- |
| 초대 | 전두환    | 총재         | 1981년 1월 15일 ~ 1987년 7월 10일 | 사퇴     |
| 임시 | 노태우    | 총재권한대행 | 1987년 7월 10일 ~ 1987년 8월 5일  |          |
| 2    | 노태우    | 총재         | 1987년 8월 5일 ~ 1988년 2월 22일  |          |
| 3    | 노태우    | 총재         | 1988년 2월 22일 ~ 1990년 2월 2일  | 3당 합당 |

### 역대 대표
| 대수 | 역대 대표 | 직함     | 임기                               | 비고                          |
| ---- | --------- | -------- | ---------------------------------- | ----------------------------- |
| 1    | 이재형    | 대표위원 | 1981년 1월 16일 ~ 1983년 3월 21일  |                               |
| 2    | 진의종    | 대표위원 | 1983년 3월 21일 ~ 1983년 10월 15일 | 총리 임명으로 사퇴            |
| 3    | 정래혁    | 대표위원 | 1983년 10월 15일 ~ 1984년 6월 26일 | 부정축재로 경질               |
| 4    | 권익현    | 대표위원 | 1984년 6월 26일 ~ 1985년 2월 23일  | 총선 패배로 경질              |
| 5    | 노태우    | 대표위원 | 1985년 2월 23일 ~ 1987년 8월 1일   | 총재로 선출, 대표제 폐지      |
| 6    | 채문식    | 대표위원 | 1988년 1월 14일 ~ 1988년 5월 2일   | 대표제 부활, 총선 패배로 사퇴 |
| 7    | 윤길중    | 대표위원 | 1988년 5월 2일 ~ 1988년 12월 8일   |                               |
| 8    | 박준규    | 대표위원 | 1988년 12월 8일 ~ 1989년 12월 29일 | 당 해체 발언으로 사퇴         |
| 9    | 박태준    | 대표위원 | 1990년 1월 6일 ~ 1990년 2월 2일    | 3당 합당                      |

## 역대 선거 결과

### 대통령 선거
|  | 90.11% |

|  | 36.64% |

### 국회의원 선거
|  | 48.91% |

|  | 35.6% |

|  | 54.71% |

|  | 47.28% |

|  | 35.3% |

|  | 53.62% |

|  | 38.84% |

|  | 34.0% |

|  | 41.81% |

## 역대 전당대회
1981년 1월 15일 민주정의당 창당대회
- 강령과 기본정책 및 당헌 채택
- 총재에 전두환  추대
- 대한민국 제12대 대통령 선거 후보로 전두환  추대

1983년 3월 29일 민주정의당 제2차 전당대회
- 당헌 개정
- 강령기본정책 개정
- 중앙위원 선출

1985년 3월 27일 민주정의당 제3차 전당대회
- 당헌 개정
- 강령 및 기본정책 개정
- 중앙위원 선출

1987년 6월 10일 민주정의당 제4차 전당대회
- 당헌 개정
- 강령 및 기본정책 개정
- 헌법특별위원회 추인
- 대한민국 제13대 대통령 선거 후보로 노태우 대표 추대

1987년 8월 5일 민주정의당 중앙위원회 운영위원회
- 대표위원제 폐지
- 부총재직 신설
- 총재에 노태우 총재대행 추대
- 전두환 전 총재를 명예총재로 추대
- 대통령 직선제 당론 채택

1988년 1월 7일 민주정의당 중앙위원회 운영위원회
- 대표위원제 부활

1988년 2월 22일 민주정의당 제5차 임시 전당대회
- 총재에 노태우 대통령 추대
- 당헌 및 기본정책 개정

1990년 2월 2일 민주정의당 임시 전당대회
- 민주자유당으로의 3당 합당 결의
- 합당수임기구로 중앙집행위원회 결정

## 민정계
민주정의당계(민정계)는 민주정의당 소속으로 활동했던 정치인들의 계파를 일컫는 말로, 전두환과 노태우에 의해 정계로 발탁된 인물들을 뜻한다. 민정계 인사로는 김윤환, 이한동, 박희태, 최병렬, 강재섭, 김용갑, 정형근, 이상득 등이 있다. 이들은 3당 합당 이전까지 양김이 이끄는 민주계와 정치적으로 대립하였으며, 김종필이 이끄는 공화계(신민주공화계)와도 이질적인 노선을 보였다. 1987년 6.10 민주항쟁 이후 치러진 제13대 대통령 선거에서 이들은 노태우를 적극적으로 지지하였고, 야권의 단일화 실패로 노태우가 제13대 대통령으로 당선되었다.
1990년 3당 합당으로 민주정의당은 통일민주당, 신민주공화당과 함께 민주자유당으로 통합되었다. 이 시기부터 보수정당 계파 내에서 이들은 민주정의당 출신이라는 뜻으로 '민정계' 로 불렸다. 민정계는 1992년 제14대 대통령 선거에서 김영삼을 적극 지지하였으며, 민정계의 수장으로 불렸던 김윤환과 최병렬 등이 김영삼 캠프에서 활동하였다. 김영삼은 결국 김대중을 누르고 제14대 대통령으로 당선되었다.
그러나 김영삼은 1993년에 취임하자마자 여러 개혁 정책을 펼치면서 민정계와 충돌하기 시작했다. 특히 1995년 지방선거를 앞두고 김종필이 자신의 공화계 세력들을 이끌고 민주자유당을 탈당하여 자유민주연합을 창당하자, 반YS 노선을 타던 민정계 일부가 자민련에 합류하기도 하였다. 문민정부의 5.18 특별법과 전두환, 노태우 두 전직 대통령의 구속으로, 당 내에서 민정계의 세력은 매우 약해졌다. 김영삼은 1996년 15대 총선을 앞두고 당명을 신한국당으로 개칭, 적극적인 개혁보수 노선을 밀어붙혔고 민주계가 당권을 장악하여 민정계의 입지는 더욱 좁아졌다.
1997년 제15대 대통령 선거를 앞두고 이회창이 당의 중심으로 등장하였고, 이회창은 기존 민주계 인사들 외에 민정계 세력들을 적극 등용하는 행보를 보였다. 이에 민정계의 당내 입지도 조금씩 회복되기 시작하였고, 민정계의 수장이었던 김윤환은 당 내 경선에서 이회창을 지지하였고, 이회창이 대선 후보로 확정된 뒤에도 선거캠프에서 중책을 맡으며 선거운동을 총지휘하였다. 한편 이회창은 IMF 외환위기 사태로 지지율이 급락한 YS와의 정치적 결별을 선언하며 통합민주당과 합당, 당명을 한나라당으로 바꾸었다. 그러나 이회창은 대선에서 김대중에게 밀려 낙선하였고, 한나라당은 야당이 되었다.
낙선 이후 이회창은 한나라당의 총재가 되어 당권을 장악하였으며, 민정계 인사들의 적극적 등용으로 한나라당 내 민정계의 위상도 한층 올라갔다. 민정계는 2000년대 초반까지 기존 민주계, 소장파와 함께 한나라당의 당권에서 주요 역할을 차지하였는데, 이로 인해 민주계와 다소 충돌을 빚기도 하였다. 2000년에는 제16대 국회의원 총선거를 앞두고 이회창이 당 이미지 쇄신이라는 명목으로 민정계와 민주계를 가리지 않고 중진급 정치인들의 공천 탈락을 감행하자, 민정계의 수장이었던 김윤환은 민주국민당을 창당하며 이탈했고 민정계 일부가 민국당에 입당하기도 하였다. 그 후 2002년 이회창이 대선에 출마하자 민정계는 민주계와 함께 이회창에 대한 지지를 전격 선언하였다. 최병렬은 이회창 캠프에서 선대위 공동의장을 맡았고, 민국당 대표를 맡고 있던 김윤환 역시 이회창 지지를 선언하였다. 그러나 이회창은 노무현에게 밀려 또 다시 대선에서 낙선하였고, 이회창은 2번째 낙선과 동시에 정계은퇴를 선언하였다.
이회창이 정계를 떠나고, 2003년 최병렬이 한나라당 대표로 선출되며 민정계는 당권을 장악하였다. 그러나 최병렬 대표 체제 하에서 2002년 대선 당시 불법대선자금에 대한 의혹이 불거져 나오며 한나라당의 지지율은 폭락하였고, 정계 은퇴를 선언하고 미국으로 연수를 떠났던 이회창이 귀국하여 직접 사과기자회견을 하는 사태까지 불거졌다. 급기야 이듬해 3월, 한나라당은 노무현 대통령에 대한 탄핵소추안을 새천년민주당과 공동 발의하였고, 이로 인해 역풍이 불며 한나라당의 지지율은 급격히 하락하였다. 이로 인해 최병렬 대표는 대표직 사퇴 후 정계 은퇴를 선언하였고, 박근혜가 후임 대표로 선출되면서 제17대 국회의원 총선거의 승리를 이끌었다. 박근혜가 당 내 중심 세력으로 떠오르면서 민정계 대다수는 박근혜의 계파인 친박으로 편입되었으며, 한나라당 내 단일 계파로서의 민정계는 사실상 소멸하게 된다. 한편 2003년 민정계의 당권 장악 이후 민주계의 세력도 매우 약해졌는데, 이회창이 당권을 장악하고 있을 당시에는 민정계와 함께 경쟁구도를 이루며 당내 영향력 행사가 가능했으나 이회창이 정계를 떠난 뒤 민정계의 당권 장악으로 민주계의 정치적 파워가 약해졌기 때문이었다. 이로 인해 김원웅 의원과 소위 독수리 5형제로 불리던 소장파 의원(이부영, 김영춘, 김부겸, 이우재, 안영근)들이 열린우리당으로 이탈하기도 하였다. 다만 최병렬은 민정계이지만 친YS계 인사였기 때문에 민주계의 당내 영향력이 완전히 사라지지 않았지만, 박근혜가 당 대표가 되면서 민정계와 공화계가 합류한 친박 세력의 입지가 커지게 되며 당권은 이들에게로 완전히 넘어가고 만다.
한편 자유민주연합에서 활동하던 민정계 출신 의원들도 2004년 제17대 국회의원 총선거에서 대거 낙선하면서 정치적 영향력을 잃었으며, 2년 뒤인 2006년 자민련이 한나라당에 합당되면서 한나라당에 합류한 민정계는 박근혜의 계파인 친박에 합류하였다.
2007년 제17대 대통령 선거에서 민주계 인사들은 이명박 전 서울특별시장의 세력으로 집결하였고, 이명박의 계파를 일컫어 친이계로 부르게 되었다. 한편 구 민정계 인사들은 대부분 친박 진영에서 활동하였으나, 강재섭 전 한나라당 대표 등은 이명박 캠프에 합류하기도 하였다.

## 같이 보기
- 대한민국의 보수정당
- 민주자유당 - 민주정의당의 후신. 1995년에 신한국당으로 개칭.